# Домера (Горња Лоара)
Домера (фр. Domeyrat) насеље је и општина у централној Француској у региону Оверња, у департману Горња Лоара која припада префектури Бријуд.
По подацима из 2011. године у општини је живело 200 становника, а густина насељености је износила 20,9 становника/km². Општина се простире на површини од 9,57 km². Налази се на средњој надморској висини од 499 метара (максималној 752 m, а минималној 472 m).

## Демографија
| 1962. | 1968. | 1975. | 1982. | 1990. | 1999. | 2011. |
| ----- | ----- | ----- | ----- | ----- | ----- | ----- |
| 187   | 212   | 186   | 181   | 145   | 144   | 200   |

График промене броја становника у току последњих година